# ألفرد ويليام روبن
ألفرد ويليام روبن (بالإنجليزية: Alfred William Robin)‏ هو عسكري نيوزيلندي، ولد في 12 أغسطس 1860 في Riddells Creek ‏ في أستراليا، وتوفي في 2 يونيو 1935 في ويلينغتون في نيوزيلندا.